# 十二生肖 (1995年动画)
《十二生肖》是上海美术电影制片厂出品的13集动画系列片，于1995年上映。该动画片编剧为凌纾，导演分别是沈如东、伍仲文和龚全福。该片主要内容为勇者与鼠、牛、虎、兔、龙、蛇、马、羊、猴、鸡、狗、猪12个动物小伙伴对抗霹雳精、独角精、黑风婆等12个与动物相对应的妖怪的故事，故事结局动物们献出了自己的生命，人们为了纪念这12只动物，设立了十二生肖。故事中角色的形象设计运用了剪纸、皮影等中国民间艺术元素。在背景上使用了水墨画渲染等不同风格。

## 衍生作品
2017年出版根据本片改编的同名儿童图书。

## 荣誉
- 1995年获中国电影娃哈哈奖[1]
- 2013年被选入中共中央宣传部、中华人民共和国教育部、共青团中央《向青少年推荐的100部优秀影视片目录》[5][6]

## 人员
出品公司:上海美术电影制片厂
角色设计;刘泽岱
导演:沈如东、伍仲文、龚金福
编剧:凌纾
作画监督:孙能子
制片人:张荷芬、姚佩芬
音乐:吴应炬
艺术顾问:钱运达

## 人物
青年勇士
主角，为了解救人类，而潜入妖洞为了摸清妖怪底细，但却落入妖怪的魔掌，所幸被十二只动物解救。
十二只动物
和主角青年勇士携手，一起协力对抗妖怪的十二只动物，每只都为了对抗妖怪而牺牲。之后为了纪念，定了十二生肖。
机灵鼠
为了救出孩子钻进妖洞，咬坏了法宝震天鼓，用沙子糊住霹雳精眼睛破法术，被霹雳精临死前掐死。
大力牛
为了铲除毒仙人掌，把毒仙人掌王吃了，自己也因为被毒仙人掌王的毒性石化而死。
白额虎
被黑风婆告知妖怪们预言到未来人类会变发达，发达后妖怪的生存空间会受缩，同时野生动物也会被影响。不过白额虎不信，就假装接受黑风婆的威胁和利诱，答应与黑风婆先合作。借机救出被困住的勇士，身上绑炸药后与黑风婆一起被同归于尽炸死。
长脚兔
帮勇士偷瘟疫的解药虽然偷到假的，于是带领勇士重新找到山洞。勇士用柴烧山洞逼呼噜怪交出解药，虽然妖怪要勇士和长脚兔自己进去取。兔子为了拿解药跳进山洞，和呼噜怪在搏斗中一起被烧死。
塌鼻龙
和勇士一起和海魔王搏斗，勇士为对抗妖怪发明喷火枪。龙吞下喷火枪烧死海魔王，但自己也被喷火枪爆炸而死。
青青蛇
为了战胜九头怪，钻进九头怪体内，捅破九头怪肚子。自己被九头怪临死前撕碎而死。
雪白马
为了救被熏倒掉进污泥潭的勇士，自己却被污泥吞没。但自己死后的灵魂化为朵荷花，荷花的香气让勇士醒来却让绿鼻鬼王受不了。勇士用荷花封印绿鼻鬼王杀死。
剑角羊
偷取混天妖的法宝天罗地网，解救被困的人类。剑角羊反过来将混天妖罩住，被混天妖挣扎中抓住，然后一起被摔下山崖摔死。
红脸猴
闯进妖洞打探到长爪魔王怕盐的弱点，自己用盐涂抹全身，故意被长爪魔王抓。虽然长爪魔王因为碰到盐被腐蚀成骨头，但自己也被长爪魔王拍死。
五彩鸡
偷听到三眼女妖弱点是怕鸡叫，和毒蝴蝶的解药是鸡血。在妖洞里叫逼三眼女妖在洞里乱撞，女妖被洞倒塌的石头砸死，顺便解救被女妖利用制毒的蛤蟆自由。自己为了救被毒影响的人和动物，流完血而死。
花尾狗
从化妆成村妇的冷血公主打听到只要避火珠被拿走，红毛怪就会被烧死。这之前冷血公主和红毛怪发生了矛盾（影射水火不容），因为发现冷血公主阴谋，在叼走避火珠后吐掉避火珠到火山里，然后和红毛怪一起被烧死。
大耳猪
和勇士一起闯冰窟，关键时刻叫醒被催眠的勇士，自己堵住风雪琵琶洞被冻死。
十二个妖怪
为了防止预言实现，打算统治世界和人类，而祸害人类的妖怪
霹雳精
会吃人，眼睛能射闪电，法宝震天鼓能制造地震（代表雷电和地震灾害）。因为震天鼓被机灵鼠咬坏，被用沙子糊住眼睛后被勇士砍头而死。
独角精
能改变自身大小，用妖术让全世界长满毒仙人掌（影射沙漠化），让人类饥荒濒临饿死渴死，被勇士灌醉后，因为念错咒语不小心变太小变到没有了。
黑风婆
预言到未来人类发达后，会影响到妖怪们的生存空间，而这预言秘密开始只有十二个妖怪知道。能控制风制造来破坏人类建筑（代表风灾），让人类被迫躲入地洞，勇士为此制造葫芦炸弹。被绑炸药白额虎的一起被同归于尽炸死。
呼噜怪
能够隐身，隐身除了躲藏还能不被抓住，在水里下毒，让人类和动物们得瘟疫（影射水污染和瘟疫）。被为了拿解药，而放火烧山洞长脚兔与勇士烧死。
海魔王
能变成鲨鱼，在海上制造海啸（对应海啸和水灾），对人类百姓威胁要求供奉孩子当食物。勇士为此发明火药枪，被吞下火药枪的塌鼻龙喷火烧死。
九头怪
头能变成九个，能操纵蝙蝠助阵，还能召唤乌云，用喝光水让大地干旱（影射旱灾）。勇士砍下八个脑袋，但是第九个脑袋就是砍不下来。被青青蛇进入体内捅破肚子而死。
绿鼻鬼王
武器是烟管，能放毒烟与自己变成黄色毒烟（影射空气污染和二手烟），让人、动物和植物中毒，被勇士用雪白马灵魂化作的荷花，被封进荷花而死。
混天妖
有法宝“天罗地网”，将人类困在天罗地网中，想让人类被限制自由没吃没喝被困死（影射让人废寝忘食的网瘾）。被剑角羊推下无底洞，和剑角羊一起被同归于尽摔死。
长爪魔王
双手的“魔爪”能变大变长，用魔爪破坏人类的各种造物，其魔爪刀枪不入，水火炸药都不怕（影射铁腕强权），唯一弱点怕盐。因为魔爪拍到全身涂满盐的红脸猴，自己被盐腐蚀成一堆骨头。
三眼女妖
能用蛤蟆的毒汁来制造毒蝴蝶，被毒蝴蝶接触的生物会变成其傀儡受操纵（影射毒品能用毒瘾支配人），其毒的解药是鸡血。被五彩鸡打探到自己的弱点是鸡叫，在听到五彩鸡叫声后在洞里乱撞，被洞倒塌砸死。
红毛怪
能喷红色的妖火，烧毁人类的造物（影射火灾和火山爆发），四肢可以和身体分离。被花尾狗叼走法宝“避火珠”并手脚关节被抹油造成行动不便后，被火山烈火烧死。
冷血公主
抽去堵住风雪琵琶洞口的法宝“冰雪琵琶”，风雪琵琶洞口被解除封印后，寒流喷出来让世界变冰天雪地（代表冰河时期），弹奏魔曲让村民睡着。被觉醒双手放激光技能的勇士，被放激光穿透身体而死。

## 其他
该动画反派黑风婆，与另一部动画《太阳之子》的反派黑风婆在人设上有异曲同工之妙，除了都是拄着拐杖的老太太，能力也都是操纵风。